# Julie Dorus-Gras
Julie Dorus-Gras, all'anagrafe Julie-Aimée-Josèphe Van Steenkiste (Valenciennes, 7 settembre 1805 – Parigi, 6 febbraio 1896) è stata un soprano belga.

## Biografia
Julie Dorus-Gras nacque nel 1805 a Valenciennes, dove il padre dirigeva l'orchestra del teatro locale. Cominciò ad esibirsi durante l'infanzia sotto la guida e supervisione del padre e nel 1821 fu ammessa al Conservatorio di Parigi, continuando poi a perfezionarsi con Marco Bordogni e Ferdinando Paër. Esordì nel 1825 a Théâtre de la Monnaie di Bruxelles e quattro anni dopo cantò come Elvira nella prima belga di La muta di Portici, cantando anche nella famigerata recita che sarebbe degenerata nella rivoluzione belga.
La situazione politica la spinse a trasferirsi in Francia, dove fu scritturata dall'Opéra di Parigi, dove esordì nel ruolo della Contessa ne Il conte Ory di Rossini il 9 novembre 1830. Negli anni seguenti cantò nelle prime assolute di diverse opere: fu infatti la prima interprete del ruolo di Alice in Robert le diable, di Teresa in Benvenuto Cellini, di Eudoxie ne La Juive, Ginevra in Guido et Ginevra e di Margherita de Valois ne Gli ugonotti. Inoltre, nel 1840 fu Pauline ne Les Martyrs, la nuova versioni di Poliuto con le revisioni dello stesso Donizetti. Dopo quindici anni all'Opéra, il suo contratto non fu rinnovato e diede il suo addio al teatro con uno speciale concerto (durato dalle sette di sera alle due di notte) nel maggio 1845.
Nel 1839 esordì in Inghilterra con una serie di concerti e vi avrebbe trovato ancora il successo nel decennio successivo: nel 1847 fu l'eponima protagonista nella Lucia di Lammermoor in inglese al Theatre Royal Drury Lane, diretta da Berlioz, mentre nel 1849 cantò i suoi ruoli più celebri alla Royal Opera House. Sposata con il primo violino dell'Opéra, morì a Parigi nel 1896 all'età di 90 anni. Fu la prozia di Henri Rabaud.